# Rex Sellers
Rex Samuel Sellers (Nelson, 11 de noviembre de 1950) es un deportista neozelandés que compitió en vela en la clase Tornado.
Participó en cuatro Juegos Olímpicos de Verano, entre los años 1984 y 1996, obteniendo dos medallas, oro en Los Ángeles 1984 y plata en Seúl 1988, ambas en la clase Tornado (junto con Christopher Timms), y el cuarto lugar en Barcelona 1992.

## Palmarés internacional
| \| Juegos Olímpicos \| Juegos Olímpicos \| Juegos Olímpicos \| Juegos Olímpicos \| \| Año \| Lugar \| Medalla \| Clase \| \| ---------------- \| ---------------------------- \| ---------------- \| ---------------- \| \| 1984 \| Los Ángeles (Estados Unidos) \| Medalla de oro \| Tornado \| \| 1988 \| Seúl (Corea del Sur) \| Medalla de plata \| Tornado \| |                              |                  |         |
| Juegos Olímpicos |                              |                  |         |
| Año | Lugar                        | Medalla          | Clase   |
| 1984 | Los Ángeles (Estados Unidos) | Medalla de oro   | Tornado |
| 1988 | Seúl (Corea del Sur)         | Medalla de plata | Tornado |